# Kopplingssvampar
Kopplingssvampar (Zygomycota eller Zygomyceter) är en division i svampriket med cirka 1060 arter i världen. Till divisionen hör bland annat Mucor och Rhizopus som i dagligt tal kallas kulmögel. Både Mucor och Rhizopus kan finnas på frukt och spannmål. De bryter ner livsmedlet utan att tillverka toxiner.

## Fylogenetik
Divisionen Zygomycota placeras generellt sett nära basen på svamparnas fylogenetiska träd-struktur, eftersom de divergerade från andra svampar efter Chytridiomycota.
Molekylär fylogenetik avslöjar att kopplings-svamparna utgör en polyfyletisk grupp, vilken kan komma att splittras i flera nya divisioner.
Ordningen Glomales förflyttades år 2001 och upphöjdes till division (eller phylum) Glomeromycota.

## Bildgalleri

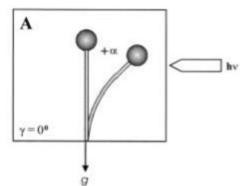
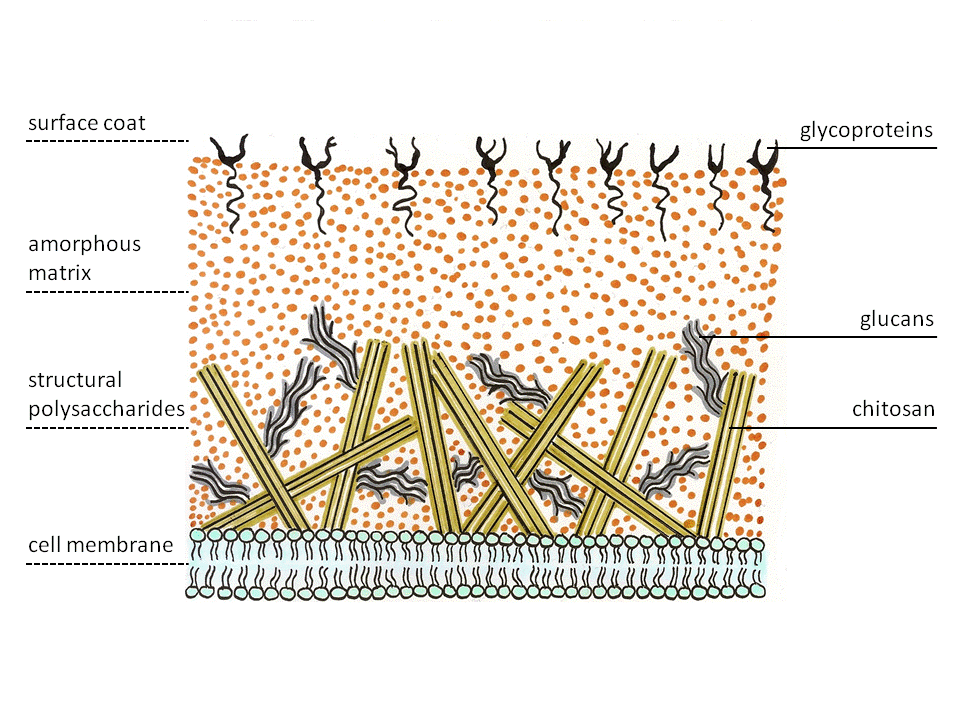
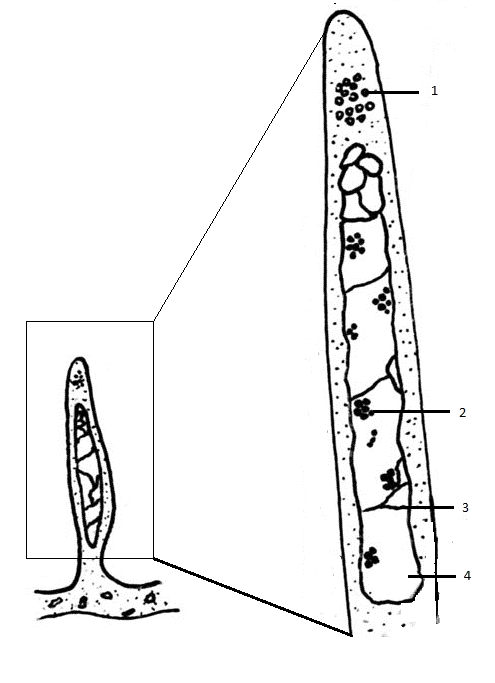
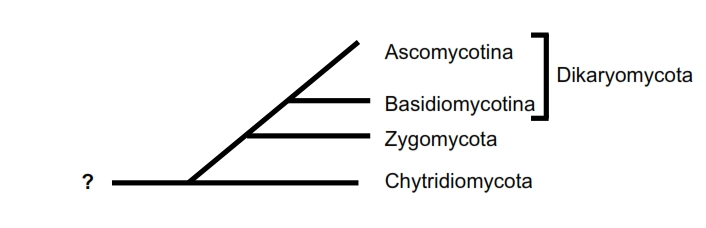
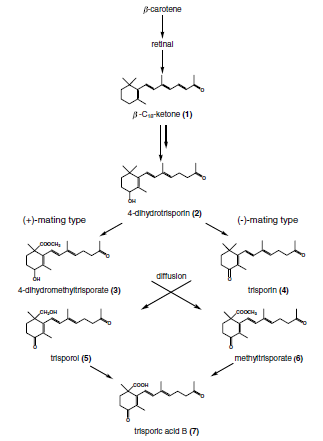
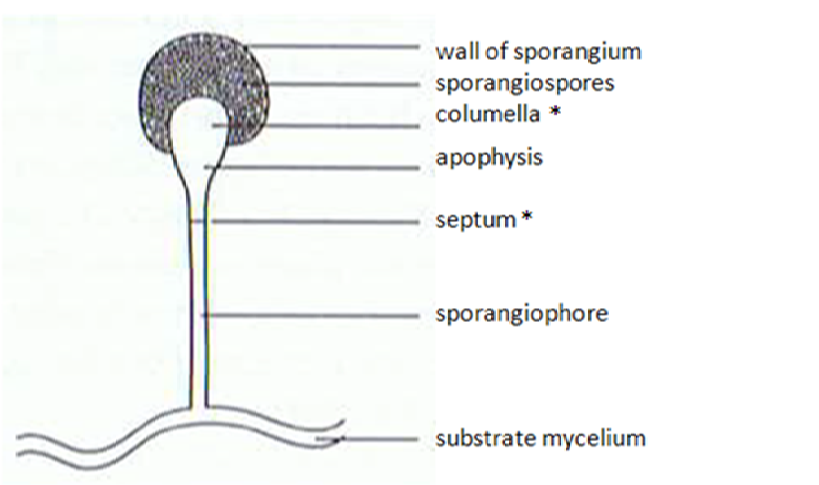
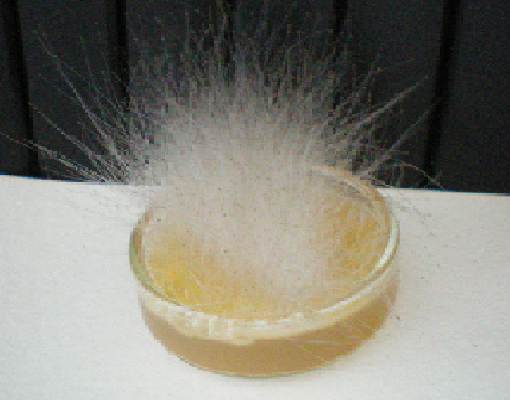
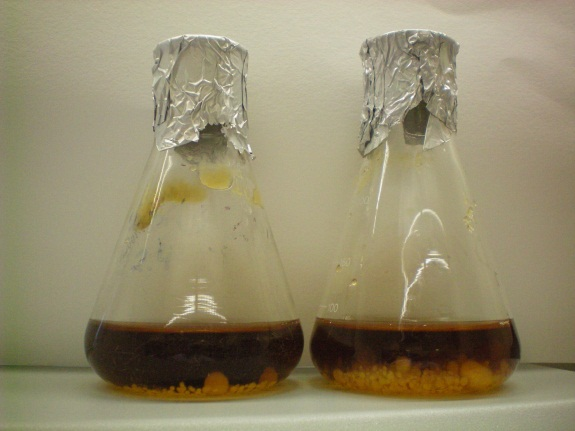